# Quentin Serron
Quentin Serron (Etterbeek, 25 febbraio 1990) è un cestista belga.

## Carriera
Dal 2008 al 2016 ha giocato nell'Ostenda. Con il Belgio under 20 ha disputato l'Europeo 2009 di categoria.
Con il Belgio ha disputato tre edizioni dei Campionati europei (2013, 2015, 2017).

## Palmarès

### Squadra
- Campionato belga: 5

Ostenda: 2011-12, 2012-13, 2013-14, 2014-15, 2015-16
- Coppa del Belgio: 5

Ostenda: 2013, 2014, 2015, 2016
Limburg United: 2024
- Leaders Cup: 1

Strasburgo: 2019
- Supercoppa del Belgio: 2

Ostenda: 2014, 2015

### Individuale
- Stella nascente del campionato belga: 1

Ostenda: 2010-11